# W pogoni za wężem morskim
W pogoni za wężem morskim – wydana w roku 1967 antologia radzieckich opowiadań fantastycznonaukowych. Wyboru opowiadań dokonał Lech Jęczmyk. Książkę wydały Iskry w ramach serii wydawniczej Fantastyka-Przygoda.

## Opowiadania
- Wiktor Saparin – W pogoni za wężem morskim
- Ilia Warszawski – Na atolu
- Arkadij i Boris Strugaccy – O wędrowcach i podróżnikach
- Sewer Gansowski – Dzień gniewu
- Jeremij Parnow i Michaił Jemcew – Śnieżka
- Borys Zubkow i Jewgienij Muslin – Bunt
- Walentyn Bieriestow – Halo, Parnas!
- Ilia Warszawski – Pod stopami Ziemia
- Anatolij Dnieprow – Rozmowa z milicjantem
- Jeremij Parnow i Michaił Jemcew – Bunt trzydziestu trylionów